# Michał Bębenek

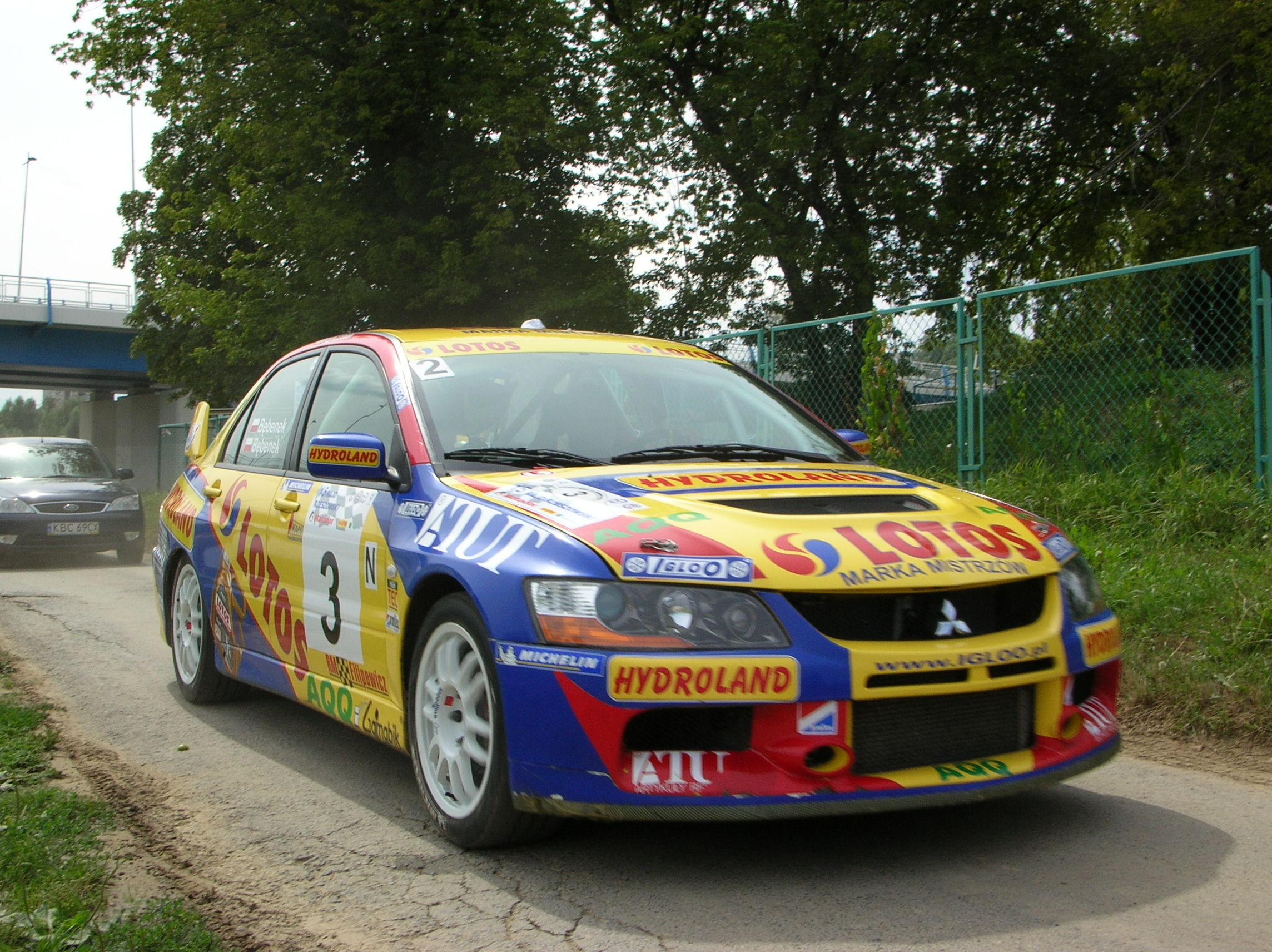
Pojazd Michała Bębenka (2006)

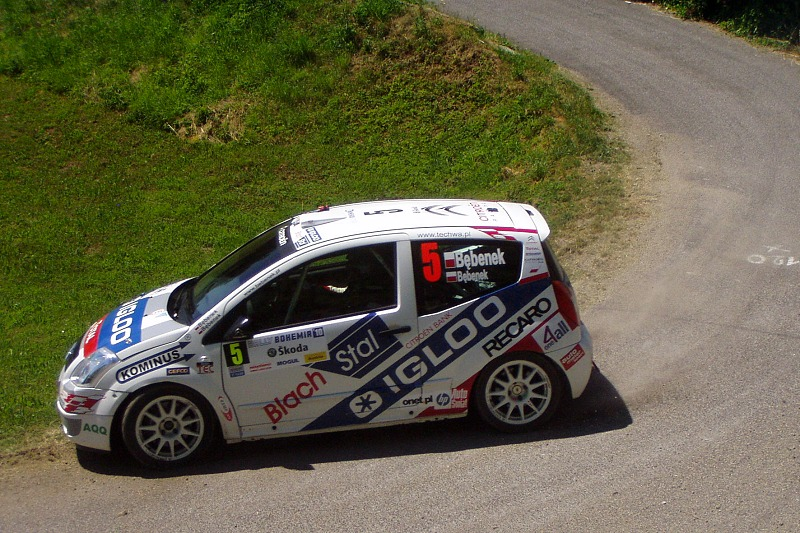
Pojazd Michała Bębenka (2010)

Michał Bębenek (ur. 3 października 1976 roku w Bochni) – polski kierowca rajdowy. Kilkukrotny Mistrz i Wicemistrz Polski w grupie N, Mistrz Polski w grupie R. Zwycięzca 65. Rajdu Polski w klasyfikacji generalnej i grupie N. Zwycięstwo w 66. Rajdzie Polski w grupie N, podczas rundy WRC.
Najważniejsze osiągnięcia:

(1998) – Wicemistrz Polski N-3

(1999) – Mistrz Polski w klasie N-3, drugi Wicemistrz Polski w F-2

(2001) – Wicemistrz Polski w grupie klasie N-4

(2003) – Wicemistrz Polski w grupie N

(2004) – Wicemistrz Polski w klasyfikacji generalnej i klasyfikacji grupy N

(2005) – Wicemistrz Polski w klasyfikacji generalnej i Mistrz Polski w klasyfikacji grupy N

(2006) – Drugi Wicemistrz Polski w klasyfikacji generalnej i drugi Wicemistrz Polski w klasyfikacji grupy N

(2007) – Czwarte miejsce w klasyfikacji generalnej i czwarte miejsce w klasyfikacji grupy N

(2008) – Drugi Wicemistrz Polski w klasyfikacji generalnej, Wicemistrz Polski w grupie N. Zwycięstwo w 65. Rajdzie Polski

(2009) – Drugi Wicemistrz Polski w grupie N. Zwycięstwo w 66. Rajdzie Polski gr. N

(2010) – Mistrz FIA CEZ w grupie A, Mistrz Polski w grupie R, zwycięstwo w CRTP

Przebieg kariery:

1993

Początek kariery to starty Fiatem 125p. Samochód służył do wyrobienia licencji rajdowej.

1993–1996

Okazjonalne starty VW Golfem II w imprezach niższej rangi.

1997

Zakup N-grupowego Opla Kadetta od Janusza Kuliga. Wspólnie z bratem Grzegorzem na Rajdzie Barbórki Cieszyńskiej zajęli 2. miejsce w klasyfikacji generalnej rajdu, ulegając jedynie Leszkowi Kuzajowi.

1998

Utrata homologacji Opla Kadetta, zmusiła załogę do zmiany samochodu. Wybór padł na N-grupowe Renault Clio Williams sprowadzone z Belgii. Michał wraz z Grzegorzem wywalczyli tytuł wicemistrza Polski w klasie N-3 oraz zajęli 3. miejsce w klasyfikacji F2. Dużym sukcesem tego sezonu było wygranie Rajdu Polski w klasie N-3.

1999

W sezonie 1999 załoga braci z Bochni pozostała przy tym samym samochodzie. Załoga po 5 eliminacjach sięgnęła po tytuł Mistrza Polski w klasie N-3 oraz zajęła 3. miejsce w F2.

2000

W sezonie 2000 bracia Bębenkowie pojawili się na trasach Mistrzostw Polski A-grupowym Renault Megane, które niegdyś było samochodem treningowym Janusza Kuliga. W Rajdzie Krakowskim okazjonalnie wystartowali Mitsubishi Lancer`em EVO III gr. N. Założeniem taktycznym było wywalczenie lepszej pozycji w "ośce", niż w roku poprzednim. Niestety samochód okazał się bardzo awaryjny, co skutkowało zakończeniem sezonowej rywalizacji na 5. miejscu w F2.

2001

Sezon 2001 był rokiem przełomowym. Po raz pierwszy Michał i Grzegorz Bębenek rozpoczęli regularne starty samochodem czteronapędowym. Załoga wygrała Rajd Krakowski i Rajd Polski w N-4. Wygrała też walkę z Pawłem Dytko o tytuł Wicemistrzów Polski w gr. N.

2002

W roku 2002 w RSMP bracia nie zdobyli punktów w dwóch pierwszych eliminacjach. Nie do końca udany występ w Rajdzie Polski spowodował zawieszenie startów w RSMP. Załoga zdecydowała się na start w Rajdzie Wisły – Toyotą Corollą WRC, który ukończyła na 2. miejscu w klasyfikacji generalnej.

2003

Rajdowy sezon 2003 to powrót Michała i Grzegorza do rywalizacji w gr. N za kierownicą Lancera EVO VI. Załoga kilkakrotnie zdobyła 2. miejsce w klasie, wygrała Rajd Kormoran i Rajd Śląski w grupie N. Sezon 2003 przyniósł powtórkę sprzed dwóch lat – bracia Bębenek walczyli o mistrzostwo w grupie N z Sebastianem Fryczem, zdobywając tytuł Wicemistrza Polski w gr. N.

2004

To rok przełomy dla polskich rajdów. Po wycofaniu aut WRC z RSMP rywalizację zdominowały auta gr. N. W tej sytuacji bracia Bębenkowie, startując kolejną ewolucją Lancera (VII), powtórzyli sukces z poprzedniego roku w gr. N, a także zostali Wicemistrzem Polski w klasyfikacji generalnej, ulegając Leszkowi Kuzajowi.

2005

W 2005 roku załoga braci z Bochni za kierownicą Lancera Evo VIII wygrała pierwszą eliminację – Rajd Elmot i stała się liderami Mistrzostw Polski w klasyfikacji generalnej. Pozostała nim aż do zakończenia ostatniej rundy – Rajdu Wawelskiego, gdzie zajęła 3. miejsce, przegrywając z Leszkiem Kuzajem, z którym walczyła o tytuł mistrzowski. Ostatecznie załoga po raz drugi w karierze została Wicemistrzami Polski w klasyfikacji generalnej, ale jednocześnie Mistrzami Polski w gr. N.

2006

W 2006 załoga braci z Bochni kontynuowała starty w RSMP za kierownicą Mitsubishi Lancera Evo IX. Załoga stanęła na najwyższym stopniu podium klasyfikacji generalnej podczas Rajdu Nikon i Rajdu Warszawskiego. Sezon zakończył się zdobyciem tytułów drugiego Wicemistrza Polski w klasyfikacji generalnej i drugiego Wicemistrza Polski w klasyfikacji grupy N.

2007

Sezon startów to pełny cykl RSMP za kierownicą Mitsubishi Lancera Evo IX. Pomimo trudnego sezonu (wycofanie sponsora strategicznego) udało się załodze zająć kilka razy miejsca na podium podczas Rajdu Lotos Balic Cup, Rajdu Rzeszowskiego i Rajdu Orlen. Michał i Grzegorz Bębenek zajęli ostatecznie czwarte miejsce w klasyfikacji generalnej i czwarte miejsce w klasyfikacji grupy N na koniec sezonu RSMP.

2008

Załoga wygrała 65. Rajd Polski w klasyfikacji generalnej i odniosła jeden z największych sukcesów w karierze. Podczas Rajdu Rzeszowskiego zajęła 2. miejsce w klasyfikacji generalnej. Sezon zakończył się zdobyciem tytułu drugiego Wicemistrza Polski w klasyfikacji generalnej, Wicemistrz Polski w grupie N.

2009

Kolejny sezon regularności wyników i wysokiej formy. Załoga wygrała 66. Rajd Polski (będący rundą WRC) w grupie N. Załoga jako jedyna polska załoga, wygrała rundę Mistrzostw Świata. W ostatniej rundzie – Rajdzie Dolnośląskim załoga zajęła 3. miejsce w klasyfikacji generalnej. Sezon RSMP zakończył się zdobyciem tytułu drugiego Wicemistrza Polski w grupie N.

2010

Po 9 latach spędzonych w samochodzie czteronapędowym, Michał i Grzegorz Bębenkowie cały sezon spędzili w przednionapędowym Citroenie C2 R2 Max. Załoga wygrała 7 z 8 eliminacji RSMP w grupie R, zwyciężając w Pucharze Citroena. Załoga zdobyła tytuły: Mistrzów FIA CEZ w grupie A, Mistrzów Polski w grupie R.

2011

Michał i Grzegorz Bębenkowie reprezentowali Platinum Rally Team w pełnym cyklu Platinum Rajdowych Samochodowych Mistrzostw Polski.
Załoga zajęła 2. miejsce w klasyfikacji generalnej 7. Rajdu Baltic Cup.